# Râul Valea Oțețelei
Râul Valea Oțețelei este un curs de apă, afluent al râului Tămașul. 